# ليرا كودريافتسيفا
فاليريا لفوفنا كودريافتسيفا (بالروسية: Валерия Львовна Кудрявцева ؛ ولدت في 19 مايو 1971) اشتهرت باسم ليرا كودريافتسيفا ، وهي مذيعة وممثلة ومغنية وراقصة روسية، في عام 2008 شاركت وفازت في برنامج ستار ايس (مع جويندال بيزيرات )، شاركت مع أليكسي مازورين في برنامج الرقص مع النجوم للموسم الثالث عام 2008.